# Daylight (canción de Matt & Kim)
«Daylight» es una canción del 2009 por la banda indie pop Matt & Kim. Fue el primer sencillo de su segundo álbum de estudio, Grand. El dúo presentó la canción el 26 de agosto de 2009, en el show Jimmy Kimmel Live!. La canción aparece en el videojuego de NBA, Live 10 y es el la única canción no hip-hop en la Banda Sonora. El remix "Troublemaker" de la canción, aparece De La Soul, es incluida en el juego FIFA 10. La canción también aparece en The Sims 3: World Adventures, trasladado a Simlish.

## Vídeo musical
El vídeo musical ganó mucha popularidad en YouTube llegando a más de 3 millones de visitas en menos de un año. El vídeo musical muestra al dúo tocando la canción "Daylight" en lugares lleno de personas; en camas, neveras, contenedores de basura, taxis, etc.

## Críticas
La canción llegó al número 95 en Billboard Hot 100 junio del 2009.  El éxito de la canción fue en parte debido a su aparición en el anuncio de Bacardi.
La canción también apareció en un episodio de la comedia de NBC, Community, y en el episodio "2012" de 90210.
En la película de bicicleta, "What's Next?", Daylight aparece en el primer segmento de la película.
También aparece en las últimas promociones de Mars Bars en la televisión australiana.